# Albirex Niigata Singapur FC
Albirex Niigata Singapur (アルビレックス新潟シンガポール Albirex Niigata Singapore?) es un club de fútbol que compite en la Liga Premier de Singapur.
Se trata de un equipo filial del Albirex Niigata de la liga japonesa, cuya particularidad es que su plantilla está formada por jugadores japoneses sub-23.

## Historia
El equipo fue fundado en 2004 por iniciativa del Albirex Niigata, un club de la liga profesional japonesa. El campeonato de Singapur estaba buscando clubes extranjeros para aumentar su nivel competitivo, mientras que el conjunto de Niigata quería desarrollar un sistema de cantera. Ambas partes llegaron a un acuerdo y la nueva entidad conformó una plantilla de futbolistas sub-23, reclutados en su mayoría de las categorías prefecturales y de un club satélite del Albirex, el Japan Soccer College.
Con el paso del tiempo, el Albirex Singapur ha servido para formar futbolistas japoneses que al cumplir 23 años han terminado marchándose a otras ligas del sudeste asiático. Los buenos resultados de la iniciativa han llevado al Albirex a firmar un convenio con Os Belenenses, y a crear dos delegaciones en Camboya (Albirex Nom Pen, 2013-2015) y en las categorías regionales de España.
El Albirex Niigata se ha proclamado vencedor de la Liga Premier de Singapur en tres ocasiones consecutivas, desde 2016 hasta 2018. Llegó incluso a ser campeón invicto en la temporada 2018.

## Palmarés
- Liga Premier de Singapur: 6

2016, 2017 2018, 2020, 2022, 2023
- Copa de Singapur: 2

2015, 2016, 2017
- Copa de la Liga de Singapur: 3

2011, 2015, 2016, 2017
- Community Shield de Singapur: 2

2016, 2017

## Presidentes
- Bogdan Brasoveanu (2004-2010)
- Yeo Junxian (2014-)[4]

## Entrenadores
- Hiroshi Ohashi (2004)[5]
- Otsuka Ichiro (2005-2006)
- Hiroaki Hiraoka (2007-2008)
- Naoki Naruo (2009)
- Koichi Sugiyama (2010-2013)[6]
- Tatsuyuki Okuyama (2014-)[7]
- Naoki Naruo (?-2016)[8]
- Kazunai Yoshinaga (?-act.)

## Jugadores

### Jugadores destacados
- Yoshito Matsushita (2008-2011)
- Atsushi Shimono (2009-2012)